# 仙台藩の家格
江戸時代に日本の陸奥国にあった仙台藩は、家臣の間に上下の序列を付けるために家格という序列制度を定めた。家格は他藩にもあるが、多数の家臣 を抱えた仙台藩では独自の用語や内容も見られる。家格は上から一門、一家、準一家、一族、宿老、着座、太刀上、召出、平士（番士）、組士である。平士および組士は、狭い意味では家格を持たないものとされた。召出以上の上層家臣を「門閥」と呼んだ。組士の下には武士・侍に含められない卒身分があり、これも家格とは無縁である。また、家臣の家臣、つまり陪臣は仙台藩が律する対象に入らなかった。個別の家臣の記述については『仙台藩家臣』を参照。

## 家格の成立
仙台藩の家臣は、藩主との血縁関係がない家まで含めて、血縁関係になぞらえた家格によって上下の序列をつけられた。このうち、一家・一族の成立がもっとも早く、室町時代にさかのぼる。一家・一族を文字通りの親戚の意ではなく家臣の序列のために用いたのは伊達晴宗の代とされるが、もっと古く伊達尚宗・稙宗の時期に遡るとする説もある。
一門を設けたのは伊達政宗で、慶長11年（1606年）に初めて見える。政宗による領土拡大期に服属した小大名クラスと、政宗以降に分かれた分家をあわせたものである。準一家はさらに下るが、その待遇は政宗の代にできたようである。準一家は、他の戦国大名の重臣クラスが服属したものである。
政宗と次の忠宗の時代の初め（1630年代）には宿老より下に家格がなく、惣士、諸士、群臣などの言葉で一括されていた。1640年代から着座以下が細分され、準一家も正式な家格になった。さらに、正月の儀式で藩主に元旦に挨拶するか二日に挨拶するかによって着座以下に一番座、二番座の区別が作られた。狭い意味での家格は一門から召出までで、その下の平士・組士は家格を持たないものとされたが、平士の中にも序列が作られた。
家格は代々変わらず受け継がれるのが原則だが、部分的には絶えず変更があった。抜擢によって上がり、罰によって下がり、断絶すれば絶える。流動性は藩政初期に高く、後期に低かった。

## 家格の意義
家臣の忠誠の対象は藩主であるから、家格に上下の開きがあっても役目柄でなければ家臣間に命令・服従の関係はない。家格の違いがもつ意義は、家臣が集まったときの席次に表れた。江戸時代に席次は社会秩序そのものであり、人々は序列の中のどこに自分が位置するかを非常に重要視していた。仙台藩でも、寛文7年（1667年）に席次の冷遇が紛糾し、家臣の伊東重孝が死罪になる事件が起きている。
席次を制度化したものは役列と呼ばれ、家格と役職を混ぜて並べたものである。家格が高くて席次が上に出る人もいれば、役職が高くて席次が上がる人もいる。後継ぎとなる家督、次男以下は当主より席次が下がる。それがどの程度上下するかを明示したのが役列である。仙台藩の役列では、一門、一家、準一家、一族の当主は、藩政の頂点に立つ奉行より上とされた。
家格は藩政の役職任命の基準でもあった。一門・準一家を要職から遠ざけ、藩政の中枢には、一家・一族と着座の家臣を据えるのが大きな原則であった。実際の任用例から推定すると、役職への任命で家格の高下も考慮されたように見受けられるが、基準としては知行高のほうが重要であったという。低い家格の家臣を抜擢し、家格をそれにあわせて引き上げてやることはよくあった。
また、知行高や拝領屋敷の形態と家格には緩い関係しかない。家格が高ければ知行高が高いし、要害を任されることも多かったが、その対応は大雑把なものでしかなかった。

## 個々の家格

### 一門
一門は伊達政宗によって作られたと伝えられる。石川氏が筆頭とされた。戦国時代の小大名が伊達氏に服属して家臣となった家と、伊達氏の分家があった。元大名の一門は古くからの独自の家臣団を抱えていたが、伊達氏から養子を迎えて血縁関係を持っていた。藩政初期に成立した一門は万石以上の広い領土を与えられたが、後には数百石の一門も現われた。
一門は藩主にとって家臣とも客人ともつかぬ存在で、藩主名代などの儀礼的な任にのみ就き、奉行以下の藩政を担う役職に任じられることはなかった。発言力は大きく、奉行を呼びつけて譴責するなどしばしば政務・人事に容喙した。特に、藩の権限や財政力の強化を進める改革に対し、自らの権益を守るために反対する立場をとった。
一門の中でも内分分知の大名身分として特別な地位にあったのが、伊達宗勝と田村氏である。万治3年（1660年）に藩主伊達綱宗が隠居させられたとき、幕府は後見になった一門の伊達宗勝と田村宗良を伊達氏の領分の中で3万石の大名にするよう命じた。宗勝は後に失脚したが、宗良の裔は続き、将軍から伊達家に代々発給される判物と領地目録に、62万石のうち3万石を田村に与えることが明記された。

### 一家・準一家・一族・宿老
一家は伊達氏の古くからの家臣や、古くに分かれた分家で、戦国時代に在地の領主であった家である。江戸時代の初めにはここから奉行などの重職を担う者が出た。藩政を担ったのは一家より下の家格である。
準一家は他の戦国大名の分家か有力家臣で、政宗の時代に伊達氏に仕えたものである。準一家という家格の成立は延宝年間（1673年から1681年）だが、このような待遇は以前からあった。初めのうち、藩政中枢から遠ざけられた。
一族は古くからの家臣で一家に及ばない家である。一門から一族までは、参勤交代のように交代で仙台に上る当番参府の義務を負った。また、一族以上のなかには万石以上の知行地を拝領した家が11もあった。
宿老は本来は家老のことであったが、仙台藩では奉行が藩政を統べるようになったので、文書に署名するだけの職となり、家格化した。次に述べる着座の一番座に等しい。

### 着座・太刀上・召出
着座（着坐）、太刀上、召出は、正月の儀式で受ける待遇の違いによって細かく分けられた家格である。それぞれ元日の儀式に出る一番座、二日の儀式に出る二番座に分けられ、一番座のほうが上とされた。
着座は、28家あり、奉行職に就任した家臣が与えられる家格とされる。しかし実際の適用例と言えるものは少数との指摘がある。

### 平士・組士
平士は、三千数百人いて直属家臣の中ではもっとも数が多い。単独ではなく、番を組んで勤務したため、番士ともいった。召出も番士の中に入り、番士の中の上位者である。番士は召出、虎之間番士、中之間番士、次之間番士、広間番士と分けられた。最下層の士は約千人の組士で、職務や由緒によって（上下ではなく）横割りで様々な組に分けられた。

### その他
藩政中期以降、多額献金によって百姓・町人を武士身分に取り立てる制度が設けられた。彼らは組士、番士とされたが、同時に元の身分も保持して、場面によって使い分けた。仙台城下の町人武士なら、武士用の門と町人用の玄関を別の道に開いていた。
藩主直属の家臣は、組士より下にもいた。侍、士の身分に含まれないので、家格はない。その中の多数は藩主の従者にあたる小人（こびと）である。藩主とその近親者のそば近く仕えて戦闘も含む様々な雑務に使われ、藩士の取り締まりにも出動したが、身分的には低く見られた。足軽は戦闘部隊をなしたが、個々人ではなく集団として藩主に仕えた。
陪臣は、藩主からみて家臣の家臣で、伊達家の家中に対して又家中とも呼ばれた。陪臣の多くは卒身分だったが、大身の家臣の上級家臣は侍身分であった。彼らの主人は藩主ではないので、伊達家の家格の統制範囲外である。

## 明治時代の家格
戊辰戦争に敗れて減封された仙台藩は家臣を養うことが困難になり、藩政を簡素にするための諸改革で家格制度の意義は薄れていった。1869年6月（明治2年7月）の版籍奉還後に、仙台藩は従来の太刀上以上を一等士族、番士を二等士族、組士を三等士族とする制度を定めた。しかし、士族に等級を付けたことを中央から咎められ、10月に三等級の制度は廃止になった。